# Stenodynerus iolans
Stenodynerus iolans är en stekelart som först beskrevs av Cameron 1905.  Stenodynerus iolans ingår i släktet smalgetingar, och familjen Eumenidae. Inga underarter finns listade i Catalogue of Life.